# Кубок Фінляндії з футболу 1999
Кубок Фінляндії з футболу 1999 — 45-й розіграш кубкового футбольного турніру в Фінляндії. Титул вперше здобув Йокеріт.

## Календар
| Раунд            | Дата                       | Матчі | Клуби     |
| ---------------- | -------------------------- | ----- | --------- |
| Попередній раунд |                            | 7     | 241 → 234 |
| Перший раунд     |                            | 86    | 234 → 148 |
| Другий раунд     |                            | 43    | 148 → 105 |
| Третій раунд     |                            | 37    | 105 → 68  |
| Четвертий раунд  |                            | 28    | 68 → 40   |
| П'ятий раунд     |                            | 14    | 40 → 26   |
| Шостий раунд     |                            | 10    | 26 → 16   |
| 1/8 фіналу       | 4 серпня - 8 вересня 1999  | 8     | 16 → 8    |
| 1/4 фіналу       | 7 вересня - 20 жовтня 1999 | 4     | 8 → 4     |
| 1/2 фіналу       | 23-25 жовтня 1999          | 2     | 4 → 2     |
| Фінал            | 30 жовтня 1999             | 1     | 2 → 1     |

## 1/8 фіналу
| Команда 1               | Рахунок | Команда 2 |
| ----------------------- | ------- | --------- |
| 4 серпня 1999           |         |           |
| Гонка (2)               | 1:4     | МюПа      |
| 5 серпня 1999           |         |           |
| Яро (2)                 | 4:0     | РоПС      |
| Джазз                   | 2:1 дч  | ВПС       |
| ТПС                     | 2:1     | КТП       |
| 19 серпня 1999          |         |           |
| Міккелін Паллоільят (2) | 1:2     | Лахті     |
| 20 серпня 1999          |         |           |
| Ракуунат (3)            | 1:2     | Йокеріт   |
| 26 серпня 1999          |         |           |
| Тампере Юнайтед (2)     | 2:0     | Гака      |
| 8 вересня 1999          |         |           |
| ФіннПа (2)              | 1:3     | ГІК       |

## 1/4 фіналу
| Команда 1           | Рахунок      | Команда 2 |
| ------------------- | ------------ | --------- |
| 7 вересня 1999      |              |           |
| Йокеріт             | 2:1          | Лахті     |
| 8 вересня 1999      |              |           |
| Тампере Юнайтед (2) | 1:5          | МюПа      |
| 15 вересня 1999     |              |           |
| Джазз               | 0:2          | Яро (2)   |
| 20 жовтня 1999      |              |           |
| ТПС                 | 2:2 пен. 1:3 | ГІК       |

## 1/2 фіналу
| Команда 1      | Рахунок | Команда 2 |
| -------------- | ------- | --------- |
| 23 жовтня 1999 |         |           |
| МюПа           | 0:1     | Яро (2)   |
| 25 жовтня 1999 |         |           |
| Йокеріт        | 1:0     | ГІК       |

## Фінал
| 30 жовтня 1999 |

| Йокеріт          | 2:1      | Яро (2)       |
| ---------------- | -------- | ------------- |
| Суміала 67', 71' | Протокол | Від'єског 83' |

| «Олімпійський стадіон», Гельсінкі Глядачів: 3 217 |